# Rafael Pires
 Rafael Pires Monteiro (Coronel Fabriciano, Minas Gerais, Brasil, 22 de junio de 1989) es un futbolista brasileño. Juega de portero y su equipo actual es el São Paulo de la Serie A de Brasil.

## Trayectoria
Rafael entró a las inferiores del Cruzeiro en el 2002 a los 13 años de edad, y fue promovido al primer equipo del club en el 2008.
El 3 de marzo de 2020, Rafael fichó por el Atlético Mineiro por tres años.

## Selección nacional
Formó parte de la selección sub-20 de Brasil en 2009, disputó y ganó el Sudamericano Sub-20 2009 y fue titular en la Copa Mundial de Fútbol Sub-20 de 2009 donde Brasil llegó a la final.
El 6 de junio de 2024 se confirmó su convocatoria a la Copa América de manera sorpresiva.

#### Participaciones en Copas América
| Torneo            | Sede           | Resultado        | Partidos | GR |
| ----------------- | -------------- | ---------------- | -------- | -- |
| Copa América 2024 | Estados Unidos | Cuartos de final | 0        | 0  |

## Estadísticas
Actualizado al último partido disputado el 4 de septiembre de 2020.
| Club | Div.          | Temporada     | Liga  | Liga  | Estatal | Estatal | Copas nacionales(1) | Copas nacionales(1) | Copas internacionales(2) | Copas internacionales(2) | Otras(3) | Otras(3) | Total | Total |
| Club | Div.          | Temporada     | Part. | Goles | Part.   | Goles   | Part.               | Goles               | Part.                    | Goles                    | Part.    | Goles    | Part. | Goles |
| --- | ------------- | ------------- | ----- | ----- | ------- | ------- | ------------------- | ------------------- | ------------------------ | ------------------------ | -------- | -------- | ----- | ----- |
| Cruzeiro · Brasil | 1.ª           | 2010          | 2     | 0     | 3       | 0       | -                   | -                   | 0                        | 0                        | -        | -        | 5     | 0     |
| Cruzeiro · Brasil | 1.ª           | 2011          | 6     | 0     | 1       | 0       | -                   | -                   | 0                        | 0                        | -        | -        | 7     | 0     |
| Cruzeiro · Brasil | 1.ª           | 2012          | 1     | 0     | 1       | 0       | 0                   | 0                   | -                        | -                        | -        | -        | 2     | 0     |
| Cruzeiro · Brasil | 1.ª           | 2013          | 2     | 0     | 2       | 0       | 0                   | 0                   | -                        | -                        | -        | -        | 4     | 0     |
| Cruzeiro · Brasil | 1.ª           | 2014          | 1     | 0     | 0       | 0       | 0                   | 0                   | -                        | -                        | -        | -        | 1     | 0     |
| Cruzeiro · Brasil | 1.ª           | 2015          | 2     | 0     | 2       | 0       | 0                   | 0                   | 0                        | 0                        | -        | -        | 4     | 0     |
| Cruzeiro · Brasil | 1.ª           | 2016          | 17    | 0     | 1       | 0       | 6                   | 0                   | -                        | -                        | 1        | 0        | 25    | 0     |
| Cruzeiro · Brasil | 1.ª           | 2017          | 6     | 0     | 14      | 0       | 7                   | 0                   | 2                        | 0                        | 4        | 0        | 33    | 0     |
| Cruzeiro · Brasil | 1.ª           | 2018          | 8     | 0     | 3       | 0       | 0                   | 0                   | 1                        | 0                        | -        | -        | 12    | 0     |
| Cruzeiro · Brasil | 1.ª           | 2019          | 3     | 0     | 1       | 0       | 0                   | 0                   | 0                        | 0                        | -        | -        | 4     | 0     |
| Cruzeiro · Brasil | Total club    | Total club    | 48    | 0     | 28      | 0       | 13                  | 0                   | 3                        | 0                        | 5        | 0        | 97    | 0     |
| Atlético Mineiro · Brasil | 1.ª           | 2020          | 6     | 0     | 7       | 0       | 0                   | 0                   | -                        | -                        | -        | -        | 13    | 0     |
| Atlético Mineiro · Brasil | Total club    | Total club    | 6     | 0     | 7       | 0       | 0                   | 0                   | 0                        | 0                        | 0        | 0        | 13    | 0     |
| Total carrera | Total carrera | Total carrera | 54    | 0     | 35      | 0       | 13                  | 0                   | 3                        | 0                        | 5        | 0        | 110   | 0     |
| (1) Incluye datos de la Copa de Brasil (2) Incluye datos de la Copa Sudamericana y la Copa Libertadores (3) Incluye datos de la Primera Liga de Brasil |               |               |       |       |         |         |                     |                     |                          |                          |          |          |       |       |

## Palmarés

### Títulos estatales
| Título             | Club             | Estado       | Año  |
| ------------------ | ---------------- | ------------ | ---- |
| Campeonato Mineiro | Cruzeiro         | Minas Gerais | 2008 |
| Campeonato Mineiro | Cruzeiro         | Minas Gerais | 2009 |
| Campeonato Mineiro | Cruzeiro         | Minas Gerais | 2011 |
| Campeonato Mineiro | Cruzeiro         | Minas Gerais | 2014 |
| Campeonato Mineiro | Cruzeiro         | Minas Gerais | 2018 |
| Campeonato Mineiro | Cruzeiro         | Minas Gerais | 2019 |
| Campeonato Mineiro | Atlético Mineiro | Minas Gerais | 2022 |

### Títulos nacionales
| Título         | Club             | País   | Año  |
| -------------- | ---------------- | ------ | ---- |
| Serie A        | Cruzeiro         | Brasil | 2013 |
| Serie A        | Cruzeiro         | Brasil | 2014 |
| Copa de Brasil | Cruzeiro         | Brasil | 2017 |
| Copa de Brasil | Cruzeiro         | Brasil | 2018 |
| Serie A        | Atlético Mineiro | Brasil | 2021 |
| Copa de Brasil | Atlético Mineiro | Brasil | 2021 |
| Copa de Brasil | São Paulo F. C.  | Brasil | 2023 |